# أوسكار ريشر
أوسكار ريشر مستشرق آلماني 1883-1972(Oskar Rescher)

## التخصص
أوسكار ريشر من مستشرقي آلمانيين وله المام ومعرفه باللغات العربيه والتركيه والفارسيه وله آثار وتصانيف. ونيكولاس رشر يعد من أقوامه.